# Unità di misura umoristiche
In molti hanno utilizzato o inventato unità di misura intese principalmente per il loro valore umoristico. Questo è un elenco di unità inventate da fonti importanti per ragioni diverse dall'aver realizzato l'unità stessa e che sono conosciute per il loro valore umoristico.

## Sistemi

### Unità FFF
| Unit      | Grandezza | Definizione | Valore SI   |
| --------- | --------- | ----------- | ----------- |
| furlong   | lunghezza | 660 ft      | 201,168 m   |
| firkin    | massa     | 90 lb       | 40,8233 kg  |
| fortnight | tempo     | 14 giorni   | 1.209.600 s |

La maggior parte dei paesi utilizza il Sistema internazionale di unità di misura (SI). Al contrario, il sistema di unità di misura furlong/firkin/fortnight attira l'attenzione essendo estremamente antiquato e insolito allo stesso tempo.
Una velocità di un furlong al fortnight equivale a quasi 1 centimetro al minuto (con un errore di 1 parte su 400). La velocità della luce può essere espressa come circa 1,8 terafurlong al fortnight (o megafurlong al microfortnight).

### Grande Impero Sotterraneo (Zork)
Nella serie di giochi Zork, il Grande Impero Sotterraneo ha il proprio sistema di unità di misura, la più frequentemente citata delle quali è il bloit. Definita come la distanza che l'animale preferito del re può percorrere in un'ora (falsificando una leggenda popolare sulla storia del piede), la lunghezza del bloit varia notevolmente, ma l'unica conversione canonica in unità del mondo reale la colloca a circa due- terzi di miglio (1 km). Il volume dei liquidi è misurato in gloop e la temperatura in gradi Q (57 °Q si dice sia il punto di congelamento dell'acqua).

## Quantità

### Sagan
Come tributo umoristico a Carl Sagan e alla sua associazione avente lo slogan "billions and billions" ("miliardi e miliardi"), un sagan è stato definito come una grande quantità - tecnicamente almeno quattro miliardi (due miliardi più due miliardi) - di qualsiasi cosa.

## Lunghezza

### Altuve
Nello sport del baseball, l'Altuve è una misura informale della distanza pari a 5 piedi e 5 pollici, o 1,65 m: l'altezza del giocatore degli Houston Astros José Altuve, uno dei giocatori più bassi della Major League Baseball.

### Attoparsec
I parsec vengono utilizzati in astronomia per misurare le distanze interstellari. Un parsec è pari a circa 3,26 anni luce o circa 3,086×10 16 m. Combinandolo con il prefisso atto- (×10 −18 ) si ottiene attoparsec (apc), un'unità convenientemente a misura d'uomo di circa che viene usato solo in modo umoristico.

### Barbasecondo
La barbasecondo è un'unità di lunghezza ispirata all'anno luce, ma applicabile a distanze estremamente brevi come quelle dei circuiti integrati. È la lunghezza media della crescita della barba in un secondo. Kemp Bennett Kolb definisce la distanza esattamente come 100 angstrom (10 nanometri), così come il Manuale di fisica di Nordling e Österman . Google Calcolatrice utilizza 5 nm.

### Mickey
Un mickey è la più piccola unità di distanza risolvibile da un dato dispositivo di puntamento di un mouse. Prende il nome dal personaggio dei cartoni animati di Topolino di Walt Disney (Mickey Mouse in originale). Il movimento del mouse viene riportato in mickey orizzontali e verticali. La sensibilità del dispositivo è solitamente specificata in mickey per pollice. La risoluzione tipica è di 500 mickey per pollice (16 mickey per mm), ma sono disponibili risoluzioni fino a 16.000 mickey per pollice (600 mickey per mm).

### Sheppey
Una misura di distanza pari a circa 7⁄8 di miglio (1,4 km), definita come la distanza più vicina alla quale le pecore rimangono pittoresche. Lo Sheppey è la creazione di Douglas Adams e John Lloyd, inclusa in The Meaning of Liff, il loro dizionario di presunti significati per parole che in realtà sono solo nomi di luoghi. Prende il nome dall'isola di Sheppey nel Regno Unito.

## La zona

### Barn, outhouse, shed
Un barn (letteralmente fienile) è un'unità di misura per l'area utilizzata seriamente dai fisici nucleari per quantificare la sezione trasversale di dispersione o assorbimento di particelle molto piccole, come i nuclei atomici. Un barn è pari a 1,0×10−28 m². Il nome deriva dalle espressioni popolari "Grande come un fienile" e "Non riuscire a colpire il lato largo di un fienile", usate dai fisici degli acceleratori di particelle per riferirsi alla probabilità di ottenere una collisione tra particelle. Per scopi nucleari, 1,0×10−28 m² è in realtà piuttosto grande.  La outhouse (latrina, 1,0×10−6 barn) e shed (rimessa, 1,0×10−24 barn) sono derivati umoristicamente per analogia.

### Nanoacri
Il nanoacro è un'unità immobiliare su un chip di integrazione su larga scala (VLSI) pari a 0,00627264 in² (4,0468564224 mm²) o l'area di un quadrato di lato 0,0792 in (2,01168 mm). I nanoacri VLSI hanno costi totali simili a quelli degli acri nella Silicon Valley.

## Volume

### Barn-megaparsec
Questa unità è concettualmente simile all'attoparsec, combinando scale molto grandi e piccole. Quando un barn (un'unità di area molto piccola utilizzata per misurare l'area della sezione trasversale dei nuclei atomici) viene moltiplicato per un megaparsec (un'unità di lunghezza molto grande utilizzata per misurare le distanze tra galassie), il risultato è un'unità a misura d'uomo di volume approssimativamente pari a 2⁄3 di cucchiaino (circa 3 ml).

### Hubble-barn
Similarmente al barn-megaparsec, l'Hubble-barn utilizza il barn combinato con la lunghezza di Hubble, che è il raggio dell'universo visibile derivato utilizzando la costante di Hubble e la velocità della luce. Ciò equivale a circa 13,1 litri.

## Potenza

### Asino vapore
Questa faceta unità ingegneristica è definita come 250 watt – circa un terzo di un cavallo.

## Tempo

### Microsecolo
Secondo Gian-Carlo Rota, il matematico John von Neumann usò il termine microsecolo per denotare la durata massima di una lezione universitaria. Un microsecolo corrisponde a 52 minuti e 35,7 secondi —  un milionesimo di secolo.

### Nanosecolo
Unità talvolta utilizzata in ambito informatico, si ritiene che il termine sia stato coniato da IBM nel 1969 con l'obiettivo di progettazione "non lasciare mai che l'utente aspetti più di qualche nanosecolo per una risposta". Un nanosecolo è un miliardesimo di secolo o circa 3,156 secondi. Si dice che Tom Duff abbia affermato che, con un'approssimazione del mezzo punto percentuale, un nanosecolo equivale a π secondi.

## Radioattività

### Dose equivalente a una banana
La dose equivalente a una banana (Banana equivalent dose, BED) è la quantità di esposizione alle radiazioni ottenuta mangiando una banana media. Un BED è considerato trascurabilmente piccolo e non presenta rischi per la salute.

## Unità non convenzionali
Queste unità descrivono dimensioni che non sono e non possono essere coperte dal Sistema internazionale di unità di misura.

### Dirac (flusso di informazioni)
Il fisico Paul Dirac era noto tra i suoi colleghi per la sua natura precisa ma allo stesso tempo taciturna. I suoi colleghi di Cambridge definirono scherzosamente un'unità di dirac che era una parola per ora.

### Garn (nausea)
Il Garn è un'unità utilizzata dalla NASA per misurare la nausea e la chinetosi causati dalla sindrome da adattamento allo spazio. Prende il nome dall'astronauta Jake Garn, che si sentiva male spesso durante i test e in orbita. Un punteggio di un Garn significa che il malato è completamente inabilitato.

### Elena (bellezza)
Elena di Troia (dall'Iliade) è ampiamente conosciuta come "il viso che varò mille navi". Pertanto, 1 millielena è la quantità di bellezza necessaria per varare una singola nave. Sono state descritte anche altre unità derivate come l'elena negativa (il potere di arenare le navi).

### Warhol (fama)
Si tratta di un'unità di fama o hype, derivata dal detto attribuito ad Andy Warhol secondo cui "ciascuno sarà famosi in tutto il mondo per quindici minuti". Essa rappresenta quindici minuti di notorietà. Alcuni multipli sono:
- 1 kilowarhol – famoso per 15.000 minuti, ovvero per 10,42 giorni.
- 1 megawarhol – famoso per 15 milioni minuti o 28,5 anni.

Utilizzato per la prima volta da Cullen Murphy nel 1997.

### Minuti per Big Mac (economia)
Minuti per Big Mac (in alternativa, minuti per Big Mac a salario minimo) si riferiscono a quanti minuti occorre lavorare in un paese o regione con un salario medio (o, corrispondentemente, con un salario minimo) per permettersi un Big Mac, un hamburger venduto da McDonald's in quel paese o regione.